# Kathleen Barr
Kathleen Barr (6 april 1967) is een Canadees stemactrice voor films en series. Soms wordt haar achternaam per abuis afgebeeld als 'Baar'.

## Werk
Al deze stemmen zijn bekend in Engelstalige landen en in series waar de Engelstalige versie uitgezonden wordt.

### Films en series
- Adieu Galaxy Express 999 – Maetel
- Adventures of Sonic the Hedgehog – Momma Robotnik, Verscheidene stemmen
- Ay Quiero Del Mundo – Gretchen Springfield
- Barbie and the Diamond Castle (2008) - Lydia
- Barbie and the Magic of Pegasus (2005) - Shiver/Queen/Eric/Rayla, The Cloud Queen/Troll/Wife #1
- Barbie as the Island Princess (2007) - Tiny
- Barbie as the Princess and the Pauper (2004) – Serafina/Bertie
- Barbie in the Nutcracker (2001) – Tante Elizabeth Drosselmayer/uil
- Barbie: Mermaidia – Laverna
- Barbie of Swan Lake (2003) – Marie/Fairy Queen
- Beast Machines – Botanica
- Bionicle: Mask of Light – Gali
- Bionicle 3: Web of Shadows – Roodaka, Gaaki
- Candy Land: The Great Lollipop Adventure – Princess Frostine
- Class of the Titans – Athena
- Dragon Booster – Lance Penn, Marianis, Dragon City News Reporter
- Dragon Tales – Wheezie
- Ed, Edd 'n Eddy – Kevin, Marie
- Edgar & Ellen – Edgar, Natalie Nickerson
- El Tigre: The Adventures of Manny Rivera – Medusa/La Serpiente
- Galaxy Express 999 – Maetel
- He-Man and the Masters of the Universe (2002) – Evil-Lyn
- Highlander: The Search for Vengeance – Moya
- Hot Wheels AcceleRacers – Gelorum
- Hot Wheels Highway 35 – Gelorum
- Johnny Test – Lila Test (Johnny's moeder), Janet Nelson Jr.
- Kid vs. Kat (Engelse versie) – Mr. Kat, Millie
- King Arthur and the Knights of Justice – Guinevere, Morgana Le Faye
- Liberty's Kids – Henri LeFebvre
- Max Steel (2013)- Katherine Ryan, T.J.[1][2]
- Mega Man – Roll
- Mix Master – Ditt
- ¡Mucha Lucha! – Rikochet (2), Primadonna Hodges, bijrollen
- My Little Pony: A Charming Birthday - Kinomo en Sweetberry
- My Little Pony: Equestria Girls - Trixie
- My Little Pony: Equestria Girls – Legend of Everfree - Trixie
- My Little Pony: Equestria Girls - Rainbow Rocks - Trixie
- My Little Pony: Friendship is Magic – Trixie, Queen Chrysalis, Hoops (volwassen)
- NASCAR Racers – Megan "Spitfire" Fassler
- Pucca – Ssoso, Doga
- ReBoot – Dot Matrix, Princess Bula
- Rudolph the Red-Nosed Reindeer: The Movie – (Oudere) Rudolph
- Sonic Underground – Verscheidene stemmen
- Stargate Infinity – Draga
- The Wacky World of Tex Avery – Chastity Knott

### Computerspellen
- Devil Kings – Lady Butterfly
- Frogger Beyond – Frogger